# Kwadratische reciprociteit
De wet van de kwadratische reciprociteit is een stelling uit het modulaire rekenen, een deelgebied van de getaltheorie, die er voorwaarden voor geeft dat kwadratische vergelijkingen modulo een priemgetal een oplossing hebben. Er zijn enkele verschillende formuleringen van de stelling, waarvan een van Legendre, en er is een tweetal corollaria.
De stelling is door Euler en Legendre geformuleerd, maar als eerste bewezen door Gauss. Gauss verwees in zijn Disquisitiones arithmeticae en meer nagelaten werk naar deze stelling als de 'fundamentele stelling' en noemde het in de privésfeer de 'gouden stelling'. Hij publiceerde zelf zes bewijzen en er zijn er twee meer in zijn nagelaten papieren gevonden. Er zijn inmiddels meer dan 200 bewijzen gepubliceerd.

## Stelling
De stelling zegt dat voor twee priemgetallen {\displaystyle p} en {\displaystyle q} groter dan twee geldt dat:
{\displaystyle \left({\frac {p}{q}}\right)\left({\frac {q}{p}}\right)=(-1)^{{\frac {p-1}{2}}{\frac {q-1}{2}}}={\begin{cases}-1&{\mbox{voor}}&p\equiv q\equiv 3\ {\text{mod}}\ 4\\+1&{\mbox{anders,}}&{\mbox{dus voor }}\ p\equiv 1\ {\text{mod}}\ 4\ \ {\mbox{of}}\ \ q\equiv 1\ {\text{mod}}\ 4&\end{cases}}}
waarin
{\displaystyle \left({\frac {p}{q}}\right)}
het legendre-symbool is. Het product van de twee legendresymbolen kan worden uitgerekend, maar het moet ook zo zijn dat het -1 is als {\displaystyle p} en {\displaystyle q\ {\text{mod}}\ 4\ } congruent aan 3 zijn, maar anders 1. Is het product gelijk aan 1 dan hebben de kwadratische vergelijkingen
{\displaystyle x^{2}\equiv p\ \ {\text{mod}}\ q}
en
{\displaystyle x^{2}\equiv q\ \ {\text{mod}}\ p}
of beide of geen van beide een oplossing. Hebben zowel {\displaystyle p} als {\displaystyle q} gedeeld door 4 de rest 3 dan heeft een van beide vergelijkingen een oplossing, maar de andere niet. De stelling biedt geen houvast voor het vinden van de oplossingen.

## Corollaria
{\displaystyle p} en {\displaystyle q} zijn weer twee verschillende priemgetallen groter dan twee. Dan geldt dat
- {\displaystyle x^{2}\equiv -1\ \ {\text{mod}}\ p} een oplossing heeft dan en slechts dan als {\displaystyle p\equiv 1\ \ {\text{mod}}\ 4} en dat

- {\displaystyle x^{2}\equiv 2\ \ {\text{mod}}\ p} een oplossing heeft dan en slechts dan als {\displaystyle p\equiv \pm 1\ \ {\text{mod}}\ 8}.

## Formulering van Legendre
Weer zijn {\displaystyle p} en {\displaystyle q} twee verschillende priemgetallen groter dan twee.
Kies {\displaystyle q^{*}=q}, als {\displaystyle q\equiv 1\ \ {\text{mod}}\ 4\ } en {\displaystyle q^{*}=-q}, als {\displaystyle q\equiv -1\ \ {\text{mod}}\ 4}.
Dat wil zeggen dat {\displaystyle |q^{*}|=q} en {\displaystyle q^{*}=1\ \ {\text{mod}}\ 4}.
Dan heeft
{\displaystyle x^{2}\equiv p\ \ {\text{mod}}\ q}
dan en slechts een oplossing, als
{\displaystyle x^{2}\equiv q^{*}\ \ {\text{mod}}\ p}
een oplossing heeft.